# تام دی‌سانتو
تام دی‌سانتو (انگلیسی: Tom DeSanto؛ زادهٔ ۱۹۶۸ میلادی) یک فیلم‌نامه‌نویس و تهیه‌کننده اهل ایالات متحده آمریکا است.
از فیلم‌ها یا برنامه‌های تلویزیونی که وی در آن نقش داشته است، می‌توان به مردان ایکس اشاره کرد.